# Helius (Rhampholimnobia) nimbus
Helius (Rhampholimnobia) nimbus is een tweevleugelige uit de familie steltmuggen (Limoniidae). De soort komt voor in het Australaziatisch gebied.